# Beaumont (Corrèze)
Beaumont è un comune francese di 118 abitanti situato nel dipartimento della Corrèze nella regione della Nuova Aquitania.

## Società

### Evoluzione demografica
Abitanti censiti